# Bryan Callen
Bryan Callen (ur. 26 stycznia 1967) – amerykański aktor.

## Filmografia
- 1995: Mail Bonding jako Poet
- 1998: Driven to Drink jako Bartender
- 2002: Biegnij Ronnie biegnij (Run Ronnie Run) jako Hollywood Agent
- 2002: Na żywo z Bagdadu (Live from Baghdad) jako American Hostage #2
- 2003: Wybaw nas od Ewy (Deliver Us from Eva) jako Theo Wilson
- 2003: Zły Mikołaj (Bad Santa) jako Bar Owner
- 2003: The Goldfish jako Duncan Poole
- 2003: Old School: Niezaliczona (Old School) jako Avi, the Waiter
- 2005: D-War: Wojna smoków (D-WAR) jako dr Austin
- 2006: Straszny film 4 (Scary Movie 4) jako President's Aide
- 2007: I do & I don't jako Bob
- 2008: Bruce i Lloyd dorywają Smarta (Get Smart's Bruce and Lloyd: Out of Control) jako Howard
- 2009: Kac Vegas (The Hangover) jako Eddie Palermo
- 2009: Jak by to sprzedać (The Goods: Live Hard, Sell Hard) jako Jason Big Ups!
- 2010: 41-letni prawiczek zalicza wpadkę z Sarą Marshall (The 41-Year-Old Virgin Who Knocked Up Sarah Marshall and Felt Superbad About It) jako Andy
- 2011: Kac Vegas w Bangkoku (The Hangover Part II) jako Samir
- 2011: Wojownik (Warrior) jako on sam

### Seriale
- 2003: CSI: Kryminalne zagadki Las Vegas (CSI: Crime Scene Investigation) jako Bartender Barry Yoder
- 2003–2004: Seks w wielkim mieście (Sex and the City) jako Harry's bestman
- 2004–2006: Siódme niebo (7th Heaven) jako George "Vic" Vickery
- 2005: Fat Actress jako Eddie Falcone
- 2005-nadal: Jak poznałem waszą matkę (How I Met Your Mother) jako Bilson
- 2005-nadal: Reba jako Buzzard Booker
- 2006–2007: Ekipa (Entourage) jako Rob Rubino
- 2008-nadal: truTV Presents: World's Dumbest... jako on sam
- 2009: Tajemnica Amy (The Secret Life of the American Teenager) jako Bob Underwood
- 2010: Ja w kapeli (I'm in the Band) jako Bleed
- 2011: Na linii strzału (In Plain Sight) jako Mark
- 2011-nadal: Dolina Nieumarłych (Death Valley) jako kapitan Frank Dashell